# 熊本洋学校

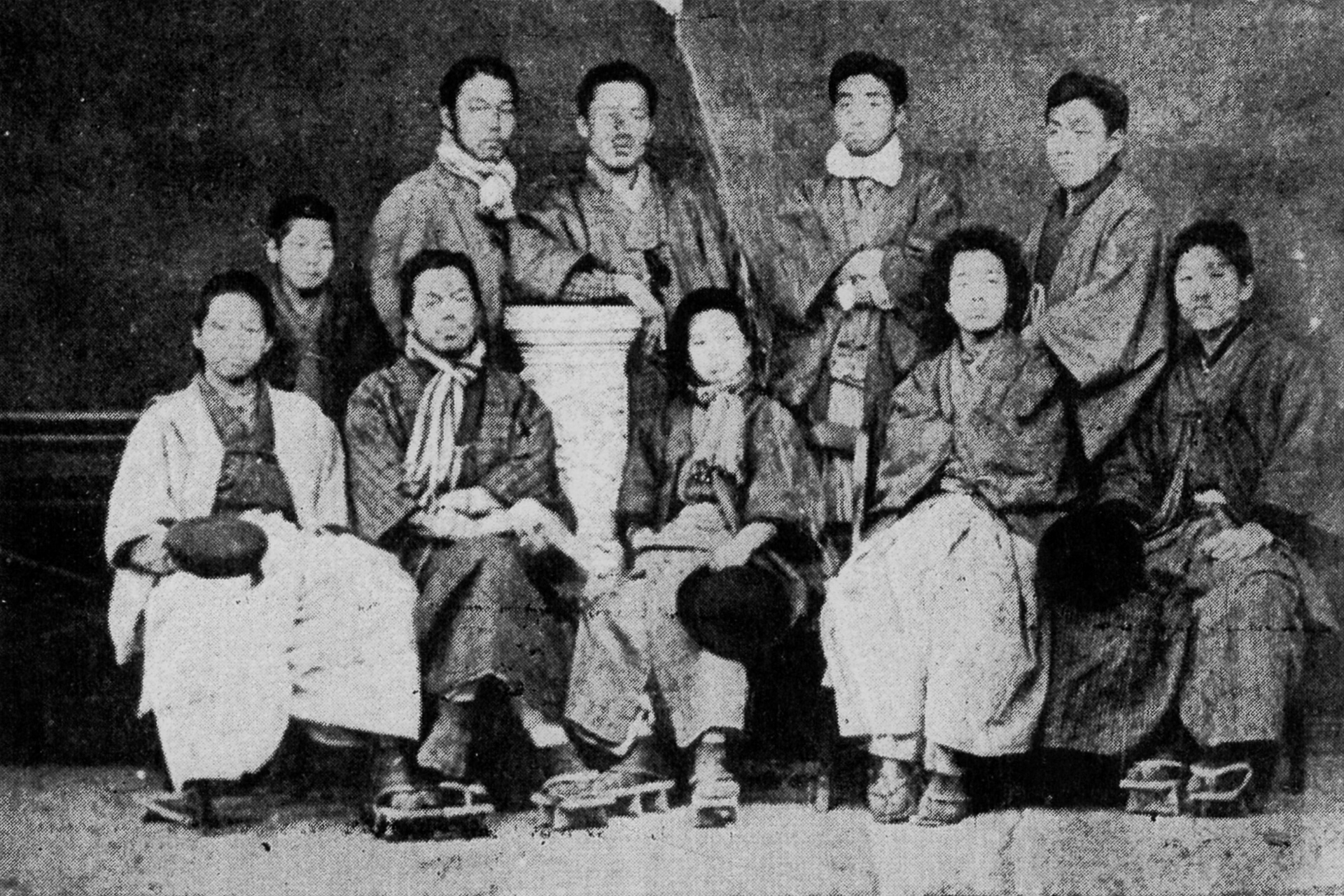
熊本洋学校生（1875年）

熊本洋学校（くまもとようがっこう）は、明治時代初期に熊本県熊本市にあった全寮制の学校。

## 沿革
- 1869年（明治2年） - 10月、洗馬町の軍艦所に生徒15名をもって、官費の「洋学所」を開校[1]。
- 1870年（明治3年） - 10月、熊本古城（熊本市中央区古城町）に洋学所を新設。
- 1871年（明治4年） - 熊本県は敷地、校舎、寄宿舎、教師館を用意して移転し「洋学校」と改称した。8月、城内古城（現熊本県立第一高等学校）に「洋学校」と改称して開校。ジェーンズが3年契約で来日した。
- 1872年（明治5年） - 学制施行により予算が廃止となったが、旧藩主で知事の細川喜廷が私費を投じて運営を継続した。
- 1874年（明治7年） - 男女共学化。閉鎖した説もある[1]。
- 1876年（明治9年） - 閉鎖

## 教育
1871年(明治4年)9月1日に肥後実学党の献策によってアメリカ元軍人・指揮官のリロイ・ランシング・ジェーンズが招聘された。ジェーンズは月給400円が与えられ、妻子と共に来日した。
ジェーンズは午前2時間、午後3時間の授業を行う契約を行っており、内容は英語、数学、地理、歴史、物理、化学、天文、地質、生物で、すべて英語で行われた。
明治7年、日本で初めて男女共学を行い、横井玉子・徳富初子（蘇峰・蘆花の姉）・横井みや子（小楠の娘）などが入学した。生徒の自主性を重んじる教育方針のもとに多彩な人材を輩出するが、熊本バンド結成に対する旧守派の反発が一因となって、ジェーンズの任期終了とともに閉鎖となる。
熊本洋学校で使用されたと目される教科書のうち、55冊が熊本県立大学に現存している。近年の成果で、現存書籍の書誌、受入の時期、さらには洋学校閉校後から熊本県立大学に至るまでの所蔵経緯などが明らかにされた。

## 主な教師
- リロイ・ランシング・ジェーンズ（Leroy Lansing Janes, 米国退役軍人）
- 上羽勝衛

## 主な卒業生
- 小崎弘道（牧師）
- 海老名弾正（思想家）
- 金森通倫（牧師）
- 浮田和民（思想家）
- 蔵原惟郭（政治家）
- 山崎為徳（宗教家）
- 徳富蘇峰（ジャーナリスト）
- 横井時敬（農学者）
- 横井時雄（牧師）
- 杉森此馬（大学教授）
- 森田久萬人（同志社神学校教頭）

## 洋学校教師館（ジェーンズ邸）

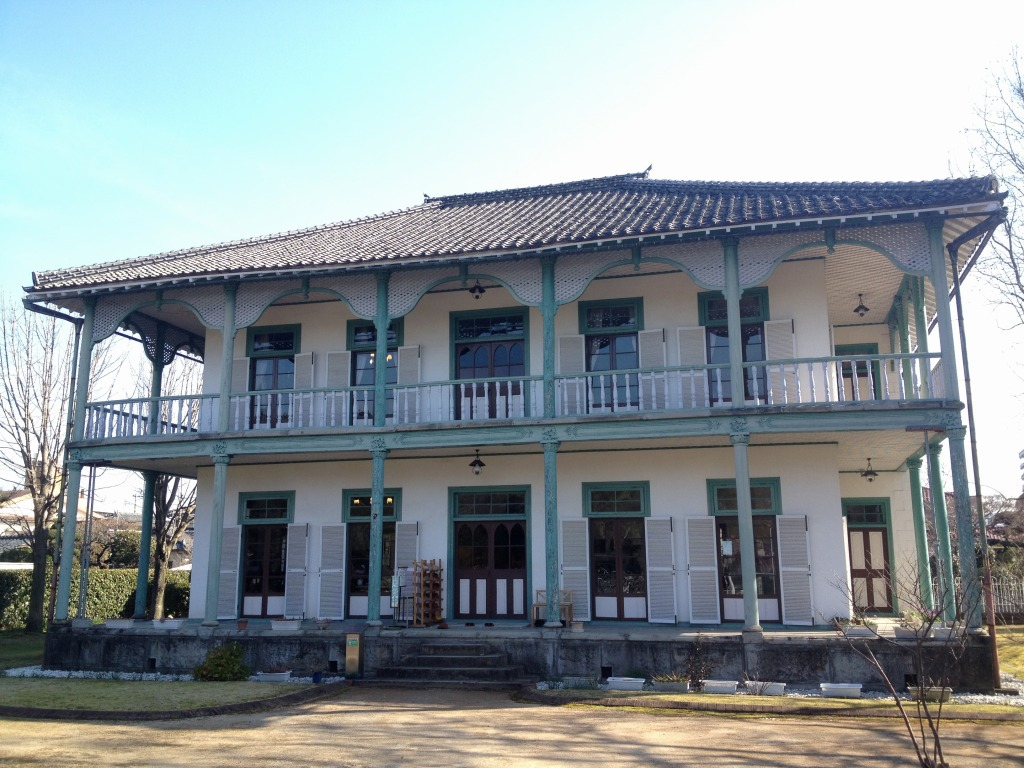
ジェーンズ邸

肥後藩が洋学校を開設した時にジェーンズのために作らせた西洋館は、熊本県指定重要文化財として昭和46年に指定を受け、現在中央区水前寺公園22-16に置かれており、観光地となっている。しかし熊本地震により2016年4月14日に壁の一部が崩壊、16日に全壊した。
以下、詳細について熊本県教育委員会文書を引用。

明治4年（1871）から明治9年まで、熊本城跡の古城（現第一高校）に開設された熊本用学校に招かれたアメリカ人教師ジェーンズが居住していたので、ジェーンズ邸といわれている。この建物は長崎から招かれた大工によって建てられたコロニア風木造二階建てで、ベランダの天井には菱組みが用いられ、柱頭にはブドウの図柄が刻まれており、熊本県内で現存する洋風建築としてはもっとも古い。明治10年、西南戦争のとき、征討総督有栖川宮熾仁親王の宿舎となったが、そのとき佐野常民らが出した博愛社（のちの日本赤十字社）創設願が許可されたので、日本赤十字の記念建造物となった。その後、南千反畑町、水道町と移築され、日本赤十字熊本県支部となっていたが、日本赤十字熊本県支部の長嶺町移転に伴い、熊本市が譲り受け、昭和45年、現在地に移築復元したものである。
なお、ジェーンズ邸の西隣には夏目漱石の旧居が存在し、こちらも観光地となっている。